# Pâhna
Pâhna – wieś w Rumunii, w okręgu Vaslui, w gminie Oltenești. W 2011 roku liczyła 164 mieszkańców.